# 3月3日
3月3日是阳历一年中的第62天（闰年是第63天），离全年的结束还有303天。

## 大事记

### 19世紀以前
- 636年：唐朝五部史书（《梁书》、《陈书》、《北齐书》、《北周书》、《隋书》）修撰完成。
- 705年：唐中宗恢复唐朝国号，将国号由“周”改回“唐”。
- 1431年：在教宗瑪爾定五世逝世後，教宗選舉秘密會議選舉安日納四世為新任教宗。
- 1585年：義大利文藝復興建築師安卓·帕拉底歐設計的奧林匹克劇院在北部維辰札完工。

### 19世紀
- 1820年：美國國會通過密蘇里妥協。
- 1861年：俄罗斯帝国沙皇亚历山大二世正式发布《农奴解放宣言》，废除该国实行的农奴制。
- 1865年：香港上海匯豐銀行開業。
- 1875年：法國作曲家喬治·比才創作的歌劇《卡門》在巴黎國立喜歌劇院首次演出。
- 1878年：俄罗斯帝国与奥斯曼帝国签署《圣斯特凡诺条约》，并建立实质独立的保加利亚大公国。
- 1891年：位於懷俄明州的肖肖尼國家森林正式成立，為美國第一個受到聯邦保護的國家森林。

### 20世紀
- 1912年：中国同盟会在南京正式转型为公开政党。
- 1915年：負責航空科學研究的美國國家航空諮詢委員會正式成立，同時也是美國國家航空暨太空總署的前身
- 1918年：苏俄与同盟国签署《布列斯特-立陶夫斯克条约》，彻底退出第一次世界大战。
- 1923年：美國出版商亨利·鲁斯創辦的雜誌《時代》創刊號在紐約正式出版，為美國第一本新聞週刊。
- 1924年：土耳其总统穆斯塔法·凯末尔·阿塔图尔克废除哈里发制度，并将阿卜杜勒-迈吉德二世家族驱逐出境。
- 1931年：美国国会正式将《星条旗》定为美国国歌，取代原先经常使用的《哥伦比亚万岁》。
- 1933年：清雲科技大學建校。
- 1938年：沙特阿拉伯首次发现了石油。
- 1948年：国共内战：瓦子街战役，彭德怀率军歼灭国民革命军整编二十九军，军长刘戡自杀。
- 1955年：中共中央发出《关于迅速布置粮食购销工作安定农民生产情绪的紧急指示》，强调对粮食必须采取“定产、定购、定销”的措施。
- 1958年：努里·賽義德第十四次出任伊拉克總理一職，這也是其最後一次就任總理。
- 1960年：摩洛哥国王哈桑二世在首都拉巴特登基。
- 1965年：南部非洲的贝专纳（即现在的博茨瓦纳共和国）实行内部自治。
- 1971年：北京地铁二期工程开工
- 1983年：轟動香港的「林過雲案」在最高法院開審。
- 1986年：“863计划”草拟完成。
- 1991年：非裔美國人羅德尼·金在一次逮捕行動中遭到洛杉磯警察局警察的毆打，引起公眾憤怒，並加劇非裔美國人社區與警察局之間因警察暴力和社會不平等而產生的緊張關係。
- 1993年：加拿大短跑运动员被终身禁赛。
- 1995年：聯合國維持和平部隊宣佈結束在索馬里的維和任務。
- 1997年：位于新西兰奥克兰的天空塔正式开放，高达328米，成为南半球最高的建筑。

### 21世紀
- 2001年：香港首次舉行教師語文能力評核，所有本港在職英語及普通話教師，必須考試及格後，方可繼續任教有關科目。
- 2005年：美國企業家史蒂夫·福塞特駕駛維珍大西洋環球飛行者完成單人不間斷環遊世界。
- 2006年：首屆世界棒球經典賽A組預賽在日本東京巨蛋開打。
- 2009年：斯里蘭卡國家板球隊（英语：Sri Lanka national cricket team）在巴基斯坦旁遮普省首府拉合爾遭遇恐怖襲擊，造成護送球隊的6名警察和2名平民死亡，6名球員受傷。
- 2011年：苹果公司在旧金山芳草地艺术中心发布iPad 2和iOS 4.3。
- 2013年：「長者及合資格殘疾人士公共交通票價優惠計劃」第三階段實施，涵蓋範圍除港鐵、九龍巴士、龍運巴士、城巴及新世界第一巴士外，亦加入渡輪服務及新大嶼山巴士專營路線。
- 2022年：台灣興達發電廠因現場開關設備故障，導致龍崎超高壓變電所南機組跳脫造成三三全臺大停電事件。
- 2025年：香港著名的戲院，位於北角的新光戲院結業，共有52年歷史。

## 出生
- 1260年：瓦迪斯瓦夫一世，波蘭國王（1333年逝世）
- 1439年：足利義視，日本室町幕府武將（1491年逝世）
- 1455年：若昂二世，葡萄牙阿爾加爾維國王（1495年逝世）
- 1837年：亞歷山大·科爾金，俄羅斯數學家（1908年逝世）
- 1845年：格奧爾格·康托爾，德國數學家（1918年逝世）
- 1847年：亞歷山大·格拉漢姆·貝爾，加拿大发明家、企业家（1922年逝世）
- 1857年：埃弗拉德·卡爾斯羅普，英國鐵路工程師、發明家（1927年逝世）
- 1882年：伊麗莎白·阿貝格，德國教育家（1974年逝世）
- 1888年：北山清太郎，日本動畫師、水彩畫家、雜誌編輯（1945年逝世）
- 1892年：羅納德·維克多·考特尼·鮑德利，英國陸軍軍官、作家、新聞工作者（1970年逝世）
- 1900年：蘇桑托·蒂爾托普羅佐，印尼政治人物，曾任印尼代理總理（1969年逝世）
- 1901年：埃米莉·布斯奎特，法國女權主義者（1953年逝世）
- 1901年：科倫坦·路易·科爾弗朗，法國科學家（1983年逝世）
- 1901年：克勞德·喬勒斯，英国军人、第一次世界大戰老兵（2011年逝世）
- 1910年：南海十三郎，香港粵劇劇作家（1984年逝世）
- 1911年：珍·哈露，美國著名女演員及性感女神（1937年逝世）
- 1916年：保罗·哈尔莫斯，匈牙利出身美國数学家（2006年逝世）
- 1918年：阿瑟·科恩伯格，美國生物化學家，1959年諾貝爾生理學或醫學獎得主（2007年逝世）
- 1924年：村山富市，日本政治人物，第81任日本首相
- 1926年：藤田田，日本企業家，日本麥當勞創始人（2004年逝世）
- 1930年：扬·伊利埃斯库，罗马尼亚政治人物，第1、3任罗马尼亚总统（2025年逝世）
- 1933年：卡羅琳·李·拉齊維爾，美國社交名媛、公關及室內設計師（2019年逝世）
- 1935年：屈銀華，中國登山家（2016年逝世）
- 1937年：凱文·奧哈洛倫，澳大利亞男子游泳運動員（1976年逝世）
- 1938年：席慕德，臺灣聲樂家（2023年逝世）
- 1939年：呂奇，香港男演員、編劇、導演（2024年逝世）
- 1939年：魯道夫·拜爾，德國計算機科學家
- 1940年：金容琳，韓國女演員
- 1943年：楊受成，香港商人 兩津勘吉，烏龍派出所人物
- 1947年：伊恩·奧布萊恩，澳大利亞男子游泳運動員
- 1948年：史蒂芬·威爾海特，美國計算機科學家，圖形文件格式GIF的發明者（2022年逝世）
- 1955年：陳偉業，香港政界人物
- 1955年：伊恩·戈爾丁，南非經濟學家
- 1958年：江岷欽，台灣政治人物
- 1961年：大衛·卡內基，英國貴族，第四代法夫公爵
- 1961年：湯姆·埃默，美國律師、政治人物，現任美國眾議院多數黨黨鞭
- 1963年：黃麗梅，香港主持人
- 1964年：詹惟中，台灣男藝人
- 1964年：江嘉良，中國乒乓球運動員
- 1965年：于美人，台灣節目主持人
- 1965年：譚德塞，衣索比亞政治人物，現任世界衛生組織總幹事
- 1968年：布萊恩·考克斯，英國物理學家
- 1969年：霍斯特·斯特芬，德國職業足球運動員、教練
- 1970年：朱莉·鲍温，美國女演員
- 1973年：，盧森堡律師、政治人物，第22任盧森堡首相
- 1976年：穆罕默德·門菲，利比亞外交官、政治人物，現任利比亞總統委員會主席
- 1978年：徐懷鈺，台灣女歌手、演員
- 1978年：金勤，台湾男演員
- 1978年：小澤圓，日本AV女優
- 1980年：柯雅馨，台灣女演員
- 1980年：曾威豪，台灣歌手
- 1980年：凱薩琳·華特斯頓，美国女演員
- 1981年：成宥利，韩国女演员、歌手
- 1981年：柳真，韩国女演员、歌手
- 1982年：川上優，日本AV女優
- 1982年：謝茜嘉·比爾，美國女演員
- 1983年：卡羅爾·納夫羅茨基，波蘭歷史學家、拳擊手、政治人物，候任波蘭總統
- 1984年：吉澤明步，日本AV女優
- 1984年：龜田祥倫，日本男性動畫師、人物設計師
- 1985年：黃軒，中國男演員
- 1987年：亞倫·穆赫德，美國電影導演、製片人、攝影師、剪輯師、演員
- 1988年：瓦西里·奇比涅夫，烏克蘭陸軍上尉，烏克蘭英雄（2022年逝世）
- 1989年：櫻木凜，日本AV女优
- 1989年：並木優，日本AV女优
- 1989年：李受美，韓國女演員
- 1991年：朴初瓏，韓國女子偶像團體Apink隊長
- 1992年：羽咲美晴，日本AV女優
- 1992年：施拉達·卡普爾，印度女演員
- 1993年：安東尼奧·呂迪格，德國職業足球運動員
- 1994年：池受玟，韓國女子偶像團體SONAMOO隊長
- 1997年：李長埈，韓國男子偶像團體Golden Child成員
- 1997年：卡蜜拉·卡貝羅，美國女子組合五佳人成員
- 1997年：蒂雅娜·寶斯高域，塞爾維亞女子排球運動員
- 1998年：傑森·塔圖姆，美國職業籃球運動員
- 1999年：朴世琳，韓國男子偶像團體CRAVITY隊長
- 1999年：金紫萝，韓國女子偶像團體Cherry Bullet成員
- 2000年：哈纳斯·桑地，印度环球小姐
- 2001年：鄭智勳，韓國職業電競選手
- 2001年：JVKE，美國男歌手
- 2002年：姬莉·霍金森，英國女子田徑運動員
- 2003年：柴田柚菜，日本女子偶像團體乃木坂46四期生
- 2003年：Lami，韓國演員
- 生年不詳：八百屋杏，日本女性聲優

## 逝世
- 264年：姜維，三國時期蜀漢著名的軍事家（202年出生）
- 1111年：博希蒙德一世，第一次十字軍東征的主要將領（1054年出生）
- 1703年：羅伯特·胡克，英國博物學家、發明家（1635年出生）
- 1706年：約翰·帕海貝爾，德國著名作曲家（1653年出生）
- 1707年：奥朗则布，印度莫卧儿王朝大帝（1618年出生）
- 1792年：羅伯特·亞當，蘇格蘭建築師、室內設計師（1728年出生）
- 1797年：伊夫-約瑟夫·德·凱爾蓋朗-特雷馬雷克，法國探險家、海軍官員（1734年出生）
- 1870年：弗里德里希·伯伊，德國昆蟲學家、動物學家、鳥類學家（1789年出生）
- 1908年：秋山珩三，日本基督徒（1876年出生）
- 1916年：喬治·亨丁頓，美國醫學家（1850年出生）
- 1954年：沃爾特·格羅特里安，德國天文學家、天體物理學家（1890年出生）
- 1968年：许广平，中國政治人物、社會活動家（1898年出生）
- 1983年：阿瑟·庫斯勒，匈牙利裔英國作家、記者、批評家（1905年出生）
- 1983年：，比利时漫畫家，代表作《丁丁歷險記》（1907年出生）
- 1993年：高元钧，山东快书一代宗师（1916年出生）
- 1996年：玛格丽特·杜拉斯，法国作家（1914年出生）
- 2011年：詹姆斯·勒德洛·埃利奧特，美國天文學家（1943年出生）
- 2017年：雷蒙·科帕，法國職業足球運動員（1931年出生）
- 2017年：安妮·克莉絲汀·敘德內斯，挪威政治人物（1956年出生）
- 2021年：鄧家希，2021年緬甸反軍事政變示威遭軍方槍殺身亡者（2001年出生）
- 2022年：瓦西里·奇比涅夫，烏克蘭陸軍上尉，烏克蘭英雄（1988年出生）
- 2023年：大江健三郎，日本存在主義作家，1994年諾貝爾文學獎得主（1935年出生）
- 2023年：湯姆·賽斯摩，美國男演員、製片人（1961年出生）
- 2025年：林肯·迪亞斯-巴拉特，美國政治人物（1954年出生）

## 节假日和习俗
- 世界听力日
- 世界野生动植物日（英语：World Wildlife Day）
- 中国：全国爱耳日
- 中華民國：裝甲兵節
- 日本：女兒节
- 美国（弗吉尼亚州夏洛蒂鎮）：解放及自由节
- 埃及：运动员节
- 保加利亚：解放日
- ：母亲节
- 黎巴嫩：教师节
- 马拉维：烈士節